# Comuna 3 Manrique
La Comuna 3 Manrique es una de las 16 comunas de la ciudad de Medellín. Está localizada en la zona 1 nororiental de la ciudad. Limita por el norte con los barrios Carpinelo, Aldea Pablo VI, San Pablo y Villa Guadalupe de la Comuna 1, Popular; al este, con el corregimiento de Santa Elena; al oeste, con los barrios Berlín, La Piñuela, Las Esmeraldas, Campo Valdés n.º 1 y Manrique Central n.º 1 de la Comuna 4, Aranjuez; y al sur, con los barrios La Mansión y Batallón Girardot de la Comuna 8, Villa Hermosa. Alberga un total de 147 270 habitantes y tiene una extensión de 549.65 hectáreas que corresponde al 34.79 % del total de la zona nororiental con una densidad de más de 400 habitantes por hectárea, siendo esta la menor en la zona nororiental.

## Toponimia
El origen del nombre Manrique se debe a que uno de los urbanizadores del barrio, Antonio J. Álvarez, le impuso el nombre en honor al médico venido de Bogotá: Juan Evangelista Manrique, quien lo había tratado en tiempos de enfermedad.

## Historia
Hasta el año 1920, los orígenes del barrio Berlín, de la comuna 4 Aranjuez y del barrio Campo Valdez están vinculados a la existencia de amplias fincas de propiedad de familias con una probada solvencia económica. Esta región se mantuvo en estas condiciones durante varios años, con algunas casonas y sus respectivas parcelas. El manicomio, levantado en 1875 en el «Paraje Bermejal», fue el punto de partida para el surgimiento de los primeros barrios.
En determinados casos, las familias crean Sociedades Urbanizadoras. Manuel José Álvarez adquiere la finca Berlín, organiza el barrio y lo provee de agua, alcantarillado y otras mejoras iniciales. Comienza a vender cada lote y, sin haber culminado la urbanización del barrio, se embarca en el desarrollo de Aranjuez; «este último se orientó hacia una clientela más selecta, por su comodidad y la construcción de casas quintas, lo que resultó en una atención más meticulosa a la arquitectura y a las dotaciones».
Gabriel Sanín V. y Cock Bayer e Hijos, junto con la familia Villa en el barrio Campo Valdez, tras la planificación del barrio y sus calles, iniciaron la venta de terrenos a precios bajos y con plazos de pago amplios. Esto facilitó la construcción de viviendas de estilo modesto, donde trabajadores y otros grupos de escasos recursos pudieron encontrar un hogar. En 1919, con la creación de la Sociedad Urbanización Mutuaria, se llevó a cabo la edificación del barrio Manrique, que fue precedida por la elaboración de planos y el trazado de las vías.
Estas urbanizaciones se desarrollaban en cumplimiento de la normativa legal, con una planificación técnica apropiada que contemplaba la distribución de manzanas, la creación de espacios públicos y sociales, y la dotación de servicios esenciales, incluyendo iglesias y escuelas. Adicionalmente, se observa una articulación entre las empresas urbanizadoras y el municipio destinada a promover el acceso a terrenos urbanizados. La Compañía de Seguros y Urbanización colaboró en la creación de una línea de tranvía hacia el barrio Manrique, así como en la instalación de servicios de agua y alumbrado en el mismo. La administración municipal apoya la formación de un barrio para la clase trabajadora en la zona elevada de Manrique, vendiendo al municipio una cantidad sustancial de terrenos necesarios para su creación.
El desarrollo de Manrique se centró en el parque Bolívar y en la catedral de Villanueva, actualmente conocida como Basílica Metropolitana. La construcción del tranvía tuvo un impacto significativo, ya que la población fue estableciéndose en la dirección de la ruta proyectada. Se dice que el barrio surgió gracias al tranvía, que sin duda desempeñó una función crucial en su crecimiento.
En 1925, a petición de los habitantes locales y gracias a una donación de 20 000 pesos oro, la cesión de una franja de 16 metros de terreno y un préstamo de 30 000 pesos oro, los constructores de Seguro y urbanización ampliaron las líneas del tranvía que había estado operando en Medellín desde 1921, extendiéndose hasta Palos Verdes en Manrique. Esta extensión facilitó el acceso a áreas que antes eran complicadas de alcanzar, convirtiéndose en barrios residenciales para muchos trabajadores que llegaron a Medellín impulsados por el crecimiento industrial de la década de 1930 y otros que arribaron tras los acontecimientos del Bogotazo en 1948.
Su conformación comienza en 1940 y su proceso de desarrollo se inició por el sistema de urbanización pirata, el cual se fue transformando en un desarrollo de asentamientos espontáneos; esto explica la poca relación de su conformación urbana con la morfometría del territorio.
Hasta 1932 solo se habían desarrollado los barrios considerados como barrios obreros, entre ellos están: Pérez Triana hoy Manrique central n.º 1 y 2, Campo Valdés n.º 2 y Berlín que fueron impulsados por los denominados urbanizadores piratas, quienes de alguna u otra forma incorporaron el amarre a la malla urbana, previendo secciones viales, orientación de calles y carreras y lotes típicos.
Hasta 1949 solo se había desarrollado aproximadamente un 10 % de la zona con los barrios El Pomar, Campo Valdés n.º 2 y Manrique oriental n.º 2; para 1961 el crecimiento de la malla urbana alcanza un 40 % de su territorio en donde se conformaron los barrios La Salle, Manrique Oriental y El Raizal; en 1978 se puede observar una conformación del 65 %, con los barrios Las Granjas y Santa Inés; finalmente hacia 1985 los nuevos desarrollos se dan aislados ocupando áreas vacantes al interior de los barrios ya existentes. 
En 1993 se amplió el perímetro urbano de la ciudad incorporando a la Comuna n.º 3 Manrique los siguientes barrios: Versalles n.º 2, La Cruz , Oriente, San José de la Cima n.º 1, San José de la Cima n.º 2 y María Cano Carambolas.
Cuando se acabaron de levantar las primeras y elegantes casas del barrio Manrique, a los constructores de la Compañía de Seguros y Urbanización solo les quedaba un asunto por resolver: cómo agilizar el servicio de transporte de los compradores y habitantes de su exitosa urbanización, levantada en el nororiente, hasta el centro de la ciudad. 
El problema lo resolvieron varios años después, de una manera aparentemente complicada, pero muy rentable. Le cedieron al municipio de Medellín una franja de tierra de 16 metros de ancho, le donaron veinte mil, y le prestaron treinta mil más, para que este, como propietario, tendiera los rieles de una nueva línea del tranvía, además de la que ya se había inaugurado, hacia el barrio La América. 
Un año después, el tranvía llegó al barrio y se convirtió en su alma, pero además en un excelente negocio para los urbanizadores, que veían cómo los precios de los lotes y propiedades subían. En total, tenían 300 mil varas cuadradas que costaron 6 centavos cada una, pero que una vez derecidos al público, subieron a 20 centavos la vara
Pero el tranvía se fue para siempre en 1951, sobrepasado por las más rápidas —aunque incómodas— líneas de autobuses, en funcionamiento desde 1930. Uno de los urbanizadores del barrio, Antonio J. Álvarez, le impuso el nombre en honor al médico venido de Bogotá Juan Evangelista Manrique, quien lo había tratado en tiempos de enfermedad. 
En las organizadas manzanas del barrio, vivían familias de clase media. Sin embargo, a comienzos de la década de 1970, la presión del éxodo de trabajadores del campo hacia la ciudad se comenzó sentir muy fuerte. Las casas se subdividieron y ya montaña arriba, gentes desplazadas por la violencia invadieron y comenzó otra etapa para Manrique, que se convirtió en el sitio obligado de paso entre los barrios con mayor problemática y el centro de la ciudad. 
Esto, definitivamente hizo que el prestigio de este lugar, famoso por el calado que tuvo el tango sobre las generaciones de mitad de siglo, descendiera. Aun así, queda mucho todavía de aquel viejo y tradicional barrio. Queda una plaza y un monumento en honor a Carlos Gardel, queda su aire de tango —que hoy es más de hip-hop y rap— y queda la arquitectura de sus caserones, la amplitud de sus calles en la zona central y una de las construcciones más bellas de la ciudad: el templo estilo gótico de El Señor de las Misericordias, la primera señal de que se ha llegado a Manrique
Este barrio de Manrique fue la principal realización, en Medellín, de la Compañía de Seguros y Urbanización.
Algunos lo atribuyen a Manuel J. Álvarez, tal vez porque fue su hermano quien lideró y fundó esta sociedad. 
Antonio J. Álvarez C. fue el promotor y principal accionista de la sociedad de «Urbanización Mutuaria» registrada el 4 de abril de 1914 en Medellín, firma constructora de los barrios Manrique, Restrepo Isaza y otros.
Se dice que Manrique nació con el tranvía; sin lugar a dudas, este medio de transporte dinamizó el desarrollo del barrio, aunque no explica su surgimiento.
Respecto al tranvía, conviene recordar que la Compañía de Seguros y Urbanización celebró contrato con el Municipio con el propósito de llevar el tranvía al barrio, contribuyendo para tal fin con una subvención en 1925 a Roberto Arango V. quien solicitó al Municipio de Medellín veinte mil pesos oro ($20 000) y el préstamo de treinta mil pesos oro ($30 000) más a un interés bajo en su tiempo para la construcción del ramal del tranvía al naciente «Barrio de Manríque». Después junto con la compañía Urbanizadora del Norte, se fomentó la prolongación de la red del tranvía hasta los límites del barrio Campo Valdés.
El Municipio de Medellín le prestó cuarenta mil pesos oro ($40 000) para la construcción de casas para su barrio Manrique; le dio alguna suma para el establecimiento del alumbrado eléctrico y le prestó dinero para la distribución de agua en el mismo barrio. 
En 1928 se adjudicaron casas a obreros en los recién creados barrios de Aranjuez y Manrique.
Entre este período (1925 - 1928) se construyeron 63 casas y el Municipio otorgó algunos lotes localizados en Manrique, Aranjuez, Gerona y el corregimiento del Prado, de 249 a 489 cuadras.
En 1929 se habían construido y estaban habitadas ya 17 casas en Manrique.
La Sociedad Constructora cedió algunas fajas de tierra de su propiedad (16 m de ancho) y compró otras para cederlas niveladas y perfiladas «sin costo para el Municipio». De otra parte, estas sociedades construyeron el puente que permitió el paso del tranvía en la quebrada La Honda. De igual forma, la sociedad contribuyó a financiar la instalación del alumbrado eléctrico con la suma de $1 250 y $5 por cada lámpara que se instalara en el barrio, y también colaboró a mediados de la década del siglo XX en la construcción del barrio Obrero de Manrique, por medio de la venta al Municipio de un terreno a 20 centavos la vara, cuando según Lisandro Ochoa valía 50 centavos, con plazo largo e interés módico para su cancelación. Además contribuyó en la construcción del templo de los padres carmelitas y de la escuela de Manrique, donando terrenos de su propiedad.
No es difícil demostrar que las donaciones, subsidios y demás contribuciones de la compañía al municipio y al barrio tenían importantes efectos positivos para los urbanizadores y en realidad eran una inversión. La intervención del Estado en infraestructura y en la extensión de la red del tranvía hasta estos barrios tuvo un papel fundamental en la consolidación y valorización del barrio.
En la década de 1940, cuando la presión del tráfico automotor y de los buses urbanos era fuerte en contra del tranvía, y se esgrimía el argumento de que las vías eran angostas y el tranvía obstaculizaba su ampliación, el predesor Brunner anotaba al respecto: «...Ahora, en cuanto al tranvía mismo, no entiendo bien las recriminaciones que se le hacen. A veces uno no sabe si se halla en un avión o en un tanque, pero por fin resulta siempre un tranvía que lleva rápido y barato a los barrios más apartados». 
Acerca del significado de la carrera 45, anota el ingeniero Fabio Botero: «...Fue el eje natural de Manrique, barrio de vigorosa clase media de primer grado, y hasta los años 60—70 todavía conservó su ambiente de Calle del Tango'.
En el año 1940 se construyeron tanques de agua para Manrique y otros barrios.

## Geografía
El área total de Manrique es de 549.65 ha que corresponde al 34.79% del total de la zona nororiental. Morfológicamente tiene pendientes de abruptas a medias, la parte más alta está asentada sobre una roca meteorizada y tiene un registro de eventos por deslizamiento e inundaciones que caracterizan grandes zonas en la parte alta como de altísimo riesgo el cual se incrementa con la contribución antropica por malas prácticas constructivas y asentamientos humanos en zonas declaradas no aptas. 
De igual manera y de tipo natural lo son las quebradas el zancudo, límite con la comuna No 1 el Popular y El Ahorcado límite con la comuna n.º 8 Villa Hermosa.

## Demografía
| Rango de edad | n.º de habitantes | % Porcentaje |
| ------------- | ----------------- | ------------ |
| 0 - 14        | 45 814            | 31.1         |
| 15 - 39       | 63 197            | 42.9         |
| 40 - 64       | 31 012            | 21.0         |
| 65+           | 7 247             | 4.8          |
| Total         | 147 270           | 100.0        |

De acuerdo con las cifras presentadas por el Anuario Estadístico de Medellín de 2005, la población residente en la Comuna n.º 03 de Manrique es de 147 270 habitantes de los cuales 79 501 son mujeres y 67 769 son hombres. 
Como se observa en el cuadro, el mayor porcentaje poblacional se encuentra por debajo de los 39 años de edad con un 74 % del total de la población de la comuna, del cual el mayor porcentaje lo aporta la población adulta joven con rango de edad entre los 15 y 39 años con un 42.9 %. Solo un 4.8 % representa a los habitantes mayores de 65 años es decir la población de la tercera edad. 
Según las cifras presentadas por la Encuesta Calidad de Vida 2005 el estrato socioeconómico que predomina en Manrique es el 2 (bajo), el cual comprende el 72.2 % de las viviendas, seguido por el estrato 3 (medio-bajo), que corresponde al 14.9 %, y el estrato 1 (bajo-bajo) con el 12.8 %, estas condiciones socioeconómicas caracterizan la totalidad de los barrios de esta comuna.
Manrique se desarrolla en una extensión de 549.65 ha con una densidad de 267 habitantes por hectárea, constituyéndose así en la más baja de la zona nororiental junto con la comuna n.º 4 Aranjuez que posee una densidad de 277 hab./ha, sin con esto querer decir que sea óptima, puesto que el grado de hacinamiento comparativamente a nivel de ciudad si representa una alta densidad.

### Etnografía
Según las cifras presentadas por el DANE del censo 2005, la composición etnográfica de la comuna es: 
- Mestizos & Blancos (87,7 %)
- Afrocolombianos (12,0 %)
- Indígenas (0,3 %)

## División

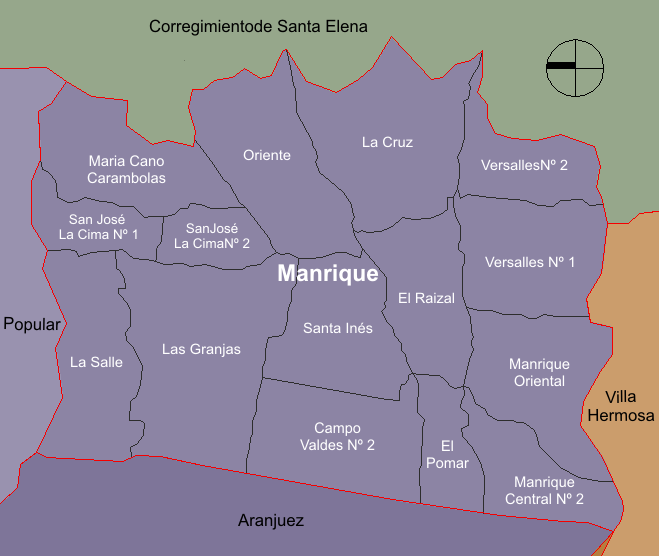
Manrique, división barrial.

La Comuna Nro. 3 Manrique la constituyen 19 barrios, los cuales son:
| - La Salle - Las Granjas - Jardín - San Blas - Santa Ana - San Pablo - Campo Valdés n.º 2 - Santa Inés - El Raizal - El Pomar - Manrique Central n.º 2 - Manrique Oriental - Versalles n.º 1 - Versalles n.º 2 - La Cruz - Oriente - María Cano - Carambolas - San José de la Cima n.º 1 - San José de la Cima n.º 2 |

## Infraestructura vial y transporte
La retícula vial de esta comuna es ordenada y coherente a excepción de la de los barrios incorporados por el Acuerdo 09 de 1992, donde es sumamente incipiente, caracterizándose por todas las patologías de que se adolece en esta materia: estrechas secciones, falta de continuidad, carencia de aceras y cunetas de desagüe, alto deterioro, pendientes fuertes, etc.; pero tal vez el problema más grave que poseen estos barrios en su infraestructura vial es que su malla subdesarrollada carece casi totalmente de amarre a la del sistema urbano.
Un cambio importante que está afectando positivamente a la comuna n.º 3 - Manrique, es la aparición de la Línea 1 del Sistema Integrado de Transporte del Valle de Aburrá (SITVA), el cual se caracteriza por ser un autobús de tránsito rápido, cuya primera fase de operación inició en el año 2011, correspondiente al corredor troncal Medellín que va desde la estación Cabecera Universidad de Medellín en la comuna n.º 16 - Belén, hasta la Estación Parque de Aranjuez en el sector nororiental de la ciudad, estará a cargo de la empresa Metro de Medellín Ltda., en virtud de los alcances del Convenio Interadministrativo suscrito entre esta empresa y el Municipio de Medellín el día 3 de febrero de 2011. Esta empresa además se encargará de las actividades de Recaudo, Control y Comunicaciones (RCC), Administración de Estaciones, Administración del Sistema y del proceso licitatorio para la operación de las rutas alimentadoras al sistema en las cuencas de influencia del mismo.

## Sitios de interés
La comuna cuenta con destacados puntos de referencia o hitos, algunos de ellos trascienden a toda la ciudad, pues forman parte de las imágenes de la memoria urbana y son considerados como elementos impulsores del crecimiento. Sobresalen entre otros: La Antigua vía a guarne (trocha del tranvía al oriente), la estación Palos Verdes (estación de transferencia entre el tranvía Municipal y el tranvía de oriente), la Iglesia de Manrique la Iglesia de Manrique Oriental la Iglesia de Manrique Santa Ana , la carrera 45 o avenida Carlos Gardel, el parque Jorge Eliécer Gaitán en Manrique Oriental, la unidad deportiva San Blas en el barrio San Blas,La uva de la armonía en el barrio Jardín el parque Las Nieves en el barrio Santa Inés y las canchas del Pomar.
En La carrera 45, (la calle de los cafés), o avenida Carlos Gardel se encuentran el Museo de la «Casa Gardeliana» y un busto del llamado popularmente «El Zorzal Criollo».
Así mismo se destaca como hito y como nodo la iglesia de Santa Ana, bella construcción realizada por un maestro de obras, que también participó en la construcción de La Basílica Metropolitana al lado del arquitecto francés Charles Carré.
También se destaca la iglesia de San Blas, construida en 1960 con un estilo moderno y llamativo, con sus 14 Vitrales grandes y triangulares que hacen con su forma honor a la Santísima trinidad.
Estas tienen escenas de la vida de Jesucristo y algunos Santos.
En su altar mayor, lleva la imagen de San Blas. talla europea donada a la parroquia por la iglesia de San José de El Poblado, de la misma ciudad. 
Una imagen de Nuestra Señora del Carmen, talla europea donada por la comunidad de los padres Carmelitas de la parroquia El Señor de las Misericordias de Manrique Oriental en Medellín.
También se resalta en la mitad del altar el gigante Santo Cristo crucificado, hecha en bronce y elaborada por el maestro Jorge Marín Vieco, escultor antioqueño y donada a esta parroquia en 1968.

### Publicaciones institucionales
- Alcaldía de Medellín (Septiembre de 2015). Plan de desarrollo local comuna 3 Manrique. (pdf) (1.a edición). ISBN 9789588888255. Consultado el 14 de marzo de 2025.